# Deir Abu Da'if
Deir Abu Da'if, en arabe : دَيْر أَبُو ضَعِيف, est un village du gouvernorat de Jénine en Palestine, dans le nord de la Cisjordanie. Il est situé à 6 kilomètres à l'est de Jénine. Selon le recensement du Bureau central palestinien des statistiques, la localité compte une population de 7 045 habitants en 2017.